# Lhýšov
Lhýšov (německy Elheischow) je malá vesnice a část obce Šebířov v okrese Tábor v Jihočeském kraji. Nachází se asi čtyři kilometry severozápadně od Šebířova. Lhýšov leží v katastrálním území Křekovice u Vyšetic o výměře 6,89 km².

## Název
Název vesnice je odvozen z osobního jména Lhýš ve významu Lhýšův dvůr. V různých zápisech docházelo k prohození písmen L a H (Lhejšov na Hlejšov) a záměně s Holýšovem. V historických pramenech se název objevuje ve tvarech: de Lhischowa (1383), in Lhyssowie (1390), de Lhyssowa (1390), in Lhyssewie (1473), ve vsi Lheyšově (1550), Holeischow a Holeyssow (1790), Elheyschow a Holeyschow (1842) a Elheyšov (1854). Používal se také lidový tvar Elhejšov.

## Historie
První písemná zmínka o vesnici pochází z roku 1383.

## Obyvatelstvo
| Rok            | 1869 | 1880 | 1890 | 1900 | 1910 | 1921 | 1930 | 1950 | 1961 | 1970 | 1980 | 1991 | 2001 | 2011 | 2021 |
| -------------- | ---- | ---- | ---- | ---- | ---- | ---- | ---- | ---- | ---- | ---- | ---- | ---- | ---- | ---- | ---- |
| Počet obyvatel | 90   | 87   | 93   | 98   | 86   | 93   | 92   | 47   | 41   | 26   | 26   | 17   | 18   | 17   | 10   |
| Počet domů     | 14   | 13   | 14   | 15   | 14   | 15   | 14   | 14   | 14   | 9    | 8    | 13   | 10   | 9    | 7    |

## Obecní správa
Při sčítání lidu v letech 1850–1899 Lhýšov byl osadou obce Kamberk v okrese Tábor. V letech 1900–1960 byl osadou obce Vyšetice, se kterým patřil nejprve do okresu Tábor, ale v roce 1950 v okrese Votice. V letech 1961–1971 byl částí obce Křekovice v okrese Tábor. Od 26. listopadu 1971 do 30. června 1974 byl znovu částí obce Vyšetice v okrese Tábor, kdy se konaly obecní volby. Od 1. července 1974 je částí obce Šebířov v okrese Tábor.

## Pamětihodnosti
- Kaple
- Usedlost čp. 9